# Джеймс Гарфийлд
Джеймс Ейбрам Гарфийлд (на английски: James Abram Garfield) (19 ноември 1831–19 септември 1881) е двадесетият (4 март 1881 – 19 септември 1881) президент на САЩ и вторият президент, срещу когото е извършено успешно покушение на живота му. Неговият мандат е вторият най-кратък в американската история, след този на Уилям Хенри Харисън. Той е в длъжност от март до септември 1881 г. или общо шест месеца и петнадесет дни.

## Ранни години
Роден е в Ориндж Тоуншип, сега Морланд Хилс, Охайо, югоизточно от Кливланд, в семейството на Ейбрам Гарфийлд и Елиза Балоу. Той е наречен на своя по-голям брат Джеймс Балоу Гарфийлд, който умира още като дете, а и на баща си, който почива през 1833 г., когато той е бил едва на 18 месеца. Отраства, отглеждан от майка си и чичо си.
От 1851 г. до 1854 г. се учи в Уестърн Ризърв Еклектик Институт (по-късно наречен Хирам Колидж) в Охайо. След това се прехвърля в Уилямс Колидж в Масачузетс, който и завършва през 1856 г. със славата на изключителен студент, комуто се отдават всички предмети, с изключение на химията. Преподава класически езици за една година и става президент на Еклектик Институт от 1857 до 1860 г. Забележителното е, че ambidextrous (който си служи с двете ръце едновременно]) Гарфийлд е можел с едната ръка да пише на гръцки и едновременно с другата ръка на латински.
На 11 ноември 1858 г. Гарфийлд се жени за Лукреция Рудолф. Имат пет деца, като синът им Джеймс Рудолф Гарфийлд последва баща си в политиката и става секретар на вътрешните работи (вътрешното министерство в САЩ се занимава със стопанисването на земята, федерална собственост и индианските резервати) при президента Теодор Рузвелт.
Гарфийлд решава, че академичният живот не е за него и започва да изучава частно право. Той взема изпита си за адвокатска правоспособност в Охайо през 1860 г. Още преди това той влиза в политиката – избран е за щатски сенатор през 1859 г. и служи до 1861 г. През целия си живот е отдаден член на Републиканската партия.
Известно е, че Гарфийлд открива ново доказателство на Питагоровата теорема през 1876 г.

## Военна кариера
Със започването на Гражданската война в САЩ Гарфийлд се записва в армията на Съюза и е назначен да командва 42-ра доброволческа пехота на Охайо. Генерал Дон Бюел му възлага да изтика войските на Конфедерацията от източно Кентъки. Походът е спокоен до достигането на войските на Съюза до Пейнтсвил, Кентъки, където на 6 януари 1862 г. конницата на Гарфийлд се среща с тази на Конфедерацията. Войските на Юга се изтеглят, но Гарфийлд атакува на 9 януари. В края на цял ден боеве силите на Конфедерацията се изтеглят от бойното поле, но Гарфийлд не ги преследва, той нарежда оттегляне към Питърсбърг, за да може войската му да получи подкрепления. Победата му носи ранно признание.
Той е преместен през април 1862 г. на запад, тъкмо навреме, за да участва в Битката при Шайло, той също се сражава при Чикамауга и повишен в чин генерал-майор.

## Късна политическа кариера
През 1863 г. отново влиза в политиката и същата година е избран в Камарата на представителите на САЩ. Той успява да спечели победи в последващите избори и така чак до 1878 г. По време на Гражданската война и последвалото Възстановяване той е един от най-радикално настроените републиканци в Камарата, като се стреми да победи и отслаби Юга при всяка отдала му се възможност. През 1876 г., когато Джеймс Блейн се премества от Камарата в Сената, Гарфийлд става председател на Камарата.
През 1876 г. Гарфийлд е член на Електоралната комисия от страна на Републиканската партия, която присъжда 22 силно оспорвани електорални гласа на Ръдърфорд Хейс при съперничеството му за президентската длъжност със Самюел Тилдън. Същата година закупува земя, която по-късно репортерите наричат „Моравата“ и от която почва кампанията му за президент, която води преди всичко от дома си („front porch campaign“).

## Президентство
През 1880 година животът на Гарфийлд претърпява значима промяна. Тя започва с предстоящия край мандата на сенатора демократ от Охайо Алън Търман. Парламентът на Охайо, в който от скоро имат мнозинство републиканците, избира Гарфийлд за влизане в Сената на САЩ от 1881 г., той обаче няма да прекара и един ден в Сената.
По-късно същата година Републиканския национален конвент е разделен между бившия президент Юлисис Грант, Джеймс Блайн и финансовия министър, също идващ от Охайо Джон Шърман. Гарфийлд твърдо поддържа Шърман и произнася речта, която е и формалната номинация, но от първите гласувания става ясно, че Шърман няма да бъде номиниран.
След като става ясно, че нито Грант, нито Блайн, нито Шърман ще могат да спечелят номинацията, на втория ден от изборите (и 34 гласуване), делегацията от Уисконсин внезапно дава своите гласове за Гарфийлд, който е втрещен от това развитие на събитията и от възможността да се реши, че е възприел курс срещу своя приятел Шърман. 35-о гласуване още по-ясно показва отливане на гласове от Шърман и Блайн (поддръжниците на Грант остават твърдо за него) и на 36-о гласуване Гарфийлд е номиниран като буквално всички делегати на Шърман и Блайн подкрепят Гарфийлд в качеството му на „черен кон“. Иронията е, че сенатското място, за което Гарфийлд е избран, отива при Джон Шърман, чиято президентска кандидатура Гарфийлд отива да подкрепя на конвента.
Гарфийлд побеждава кандидата на Демократическата партия Уинфийлд Хенкок, също заслужил генерал на Съюза, с 244 на 155 електорални гласа. Президент Гарфийлд влиза в офиса на 4 март 1881 г. Неговата администрация прави всичко възможно, за да бъде посредник във вътрешните борби на Републиканската партия. Гарфийлд е лидер на „Нечистокръвните“, които са поддръжници на реформата на държаните служби и на сравнително по-мекото отношение на президент Хейс към Юга. Неговият вицепрезидент Честър Артър от Ню Йорк е член на „Правоверните“, които са за запазване на системата за заемане на длъжност чрез назначаване от покровители и за по-твърдо отношение към щатите, членове на Конфедерацията.

## Покушението
Гарфийлд е прострелян от Шарл Гето на 2 юли 1881 г., по-малко от 4 месеца след започването на мандата му. Президентът преминава през Юниън Стейшън във Вашингтон, придружаван от държавния секретар Джеймс Блайн, След като е арестуван Гето развълнувано заявява: „Аз съм правоверният сред „Правоверните“. Сега президент е Артър!“, което кратко води до кратко съществувалите подозрения, че вицепрезидентът и неговите поддръжници са подтикнали Гето към престъплението. Той е раздразнен от отказа, който получава на искането си да бъде назначен за консул в Париж, позиция за която не е имал каквато и да било квалификация, а е бил и психично болен. Убийството на Гарфийлд е поводът за приемането на Закон за административната реформа от 16 януари 1883 г.
Вторият куршум, който поразява Гарфийлд, засяда в гърба му и не е намерен. Александър Греъм Бел конструира детектор за метал като опит да намери въпросният куршум, но металната рамка, на която е положен Гарфийлд заблуждава уреда. За няколко седмици състоянието на Гарфийлд все повече се влошава и той умира 80 дни след като е прострелян от отравяне на кръвта и бронхиална пневмония вечерта на 19 септември 1881 г. в 10:35 часа. Преди това боледуващият президент е бил преместен в Елбърнон – община край океана, с надеждата, че свежият въздух и спокойствието там ще помогнат за възстановяването му. Повечето историци и експерти сега смятат, че Гарфийлд е щял да оцелее въпреки раните си, ако докторите, които са го лекували са били по-компетентни. Няколко от тях са бъркали в раната, за да търсят куршума, с мръсни ръце, а един дори пробива черния му дроб при подобен опит.
Гето е признат за виновен за убийството на Гарфийлд, въпреки че адвокатите му пледират за невменяемост. Той настоява, че некомпетентните грижи на лекарите са довели до смъртта на президента. Гето е осъден на смърт и е екзекутиран на 30 юни 1882 г. във Вашингтон.
Гарфийлд е погребан с огромна официална церемония в мавзолей в Охайо. Той е последният президент, избран директно от конгресмен и един от най-интелигентните хора, живели някога в Белия дом. Той е имал изключителен потенциал, но трагично неосъществен.